# 小鰭吸口魚
小鰭吸口魚（學名：Moxostoma robustum），為輻鰭魚綱鯉形目亞口魚科的其中一種，為溫帶淡水魚，被IUCN列為瀕危保育類動物，分布於北美洲美國北卡羅萊納州皮迪河流域的開普菲爾河南至奧科尼河及喬治亞州阿爾塔馬哈河 流域，體長可達42公分，壽命可達10年，棲息岩石或泥底質的溪流、水塘底層水域，生活習性不明。